# Genndy Tartakovsky
Gennady Borisovich Tartakovsky noto come Genndy Tartakovsky (/ˈɡɛndi ˌtɑːrtəˈkɒfski/) (in russo Геннадий Борисович Тартаковский?, Gennadij Borisovič Tartakovskij; Mosca, 17 gennaio 1970) è un animatore, regista, sceneggiatore e produttore televisivo statunitense di origine russa.

## Biografia
È noto per aver diretto il film Hotel Transylvania e i due sequel Hotel Transylvania 2 e Hotel Transylvania 3 - Una vacanza mostruosa, oltre che per il suo lavoro sulle serie televisive animate come Il laboratorio di Dexter, Le Superchicche, Samurai Jack, Star Wars: Clone Wars e Primal.
Nel 2015, per contrasti con la nuova direzione artistica della Sony Pictures Animation, si è dissociato dalla realizzazione di Popeye, il nuovo film in computer grafica su Braccio di Ferro per dedicarsi a Can You Imagine?, un fantastico viaggio attraverso l'immaginazione di un ragazzo, tratto da un'idea originale del regista ispirata dalle proprie esperienze personali.
Suoi precisi e riconoscibili marchi di fabbrica sono i continui riferimenti alla cultura pop e i lunghi momenti senza dialoghi, che avvengono in quasi ogni puntata delle sue serie. Dal 2000 è sposato con Dawn David. Tartakovskij ha lavorato agli storyboard e alla previsualizzazione di Iron Man 2, sequel del film del 2008.

## Filmografia

### Attore
- Space Ghost Coast to Coast – serie animata, 1 episodio (1999)
- VH1 Goes Inside – serie TV, 1 episodio (2003)

### Regista
- 2 cani stupidi (2 Stupid Dogs) – serie animata, 1 episodio (1994)
- Cambiamenti (Changes) (1995)
- La grande sorella (The Big Sister) (1996)
- Il laboratorio di Dexter (Dexter's Laboratory) – serie animata, 49 episodio (1996-2003)
- Le Superchicche (The Powerpuff Girls) – serie animata, 22 episodi (1998-2000)
- Il laboratorio di Dexter - Viaggio nel futuro (Dexter's Laboratory: Ego Trip) (1999)
- Samurai Jack – serie animata, 62 episodi (2001-2017)
- Star Wars: Clone Wars – serie animata, 25 episodi (2003-2005)
- Sunday Pants – serie animata, 2 episodi (2005)
- Korgoth of Barbaria (2006)
- Maruined (2009)
- Sym-Bionic Titan – serie animata, 20 episodi (2010-2011)
- Hotel Transylvania (2012)
- Goodnight Mr. Foot - cortometraggio animato (2012)
- Hotel Transylvania 2 (2015)
- Puppy! (2017)
- Hotel Transylvania 3 - Una vacanza mostruosa (Hotel Transylvania 3: Summer Vacation) (2018)
- Primal – serie animata, 20 episodi (2019-2022)
- Unicorn: Warriors Eternal – serie animata (2023)
- Fixed - Un'ultima avventura (2025)

### Sceneggiatore
- Cambiamenti (Changes), regia di Genndy Tartakovsky (1995)
- La grande sorella (The Big Sister), regia di Genndy Tartakovsky (1996)
- Il laboratorio di Dexter (Dexter's Laboratory) – serie animata, 78 episodio (1996-2003)
- Mucca e Pollo (Cow and Chicken) – serie animata, 1 episodio (1998)
- Il laboratorio di Dexter - Viaggio nel futuro (Dexter's Laboratory: Ego Trip), regia di Genndy Tartakovsky (1999)
- Le Superchicche (The Powerpuff Girls) – serie animata, 1 episodio (2000)
- Samurai Jack – serie animata, 62 episodi (2001-2017)
- Star Wars: Clone Wars – serie animata, 25 episodi (2003-2005)
- Greeny Phatom: The Movie, regia di Robert Stainton (2005)
- Sym-Bionic Titan – serie animata, 20 episodi (2010-2011)
- Puppy!, regia di Genndy Tartakovsky (2017)
- Hotel Transylvania 3 - Una vacanza mostruosa (Hotel Transylvania 3: Summer Vacation), regia di Genndy Tartakovsky (2018)
- Hotel Transylvania - Uno scambio mostruoso (Hotel Transylvania: Transformania), regia di Derek Drymon e Jennifer Kluska (2022)
- Primal – serie animata, 20 episodi (2019-2022)
- Unicorn: Warriors Eternal – serie animata (2023)

### Doppiatore
- Duck Dodgers – serie animata, 1 episodio (2004)
- On the Road to Springfield - The Making of 'The Simpsons Guy' – special TV (2015)
- Hotel Transylvania 3 - Una vacanza mostruosa (Hotel Transylvania 3: Summer Vacation), regia di Genndy Tartakovsky (2018)
- Cuccioli Mostruosi: Un corto di Hotel Transylvania (Monster Pets: A Hotel Transylvania), regia di Derek Drymon e Jennifer Kluska (2021)
- Hotel Transylvania - Uno scambio mostruoso (Hotel Transylvania: Transformania), regia di Derek Drymon e Jennifer Kluska (2022)